# Летећи Холанђанин
Летећи Холанђанин (енгл. Flying Dutchman) је уклети брод који према легенди никада не може доћи у луку него мора да плови преко свих 7 мора заувек. Обично се може видети у олуји обасјан сабласним светлом. Ако се приближи другом броду, његова посада ће преко њега покушати послати писма на копно која су упућена људима који су одавно умрли. Неки тврде да је прича о Летећем Холанђанину само легенда док други тврде да је истинита.
Дана 11. јула 1881. британски ратни брод Бакнате је у јужном Атлантику сусрео Летећег Холанђанина. Ова два брода су се скоро сударила. Морнари са британског брода су касније посведочили да су на јарболима другог једрењака видели људске костуре како скупљају једра. Један од официра на британском броду је био британски принц који је касније постао краљ Џорџ V. Он је такође посведочио да је други брод био обасјан сабласним црвеним светлом.

## Пирати са Кариба
Летећи Холанђанин се појављује у филму Пирати са Кариба: Тајна шкриње. Он у филму може да рони и наоружан је паром троструких топова. Њиме заповеда Дејви Џонс, зао дух који може да ступи на копно тек сваких десет година. Летећи Холанђанин се појављује и у наставку тог филма, Пирати са Кариба: На крају света.